# 細雪 (五木ひろしの曲)
「細雪」（ささめゆき）は、1983年9月に五木ひろしが発売したシングル。

## 解説
- 作詞は吉岡治、作曲は市川昭介。発売当初のB面は「のぞみ」だったが、ほどなくして「冬の蛍」に差し替えられた[1]。ジャケット写真に変更はなく、レコード番号のみ異なる。
- 1986年8月中旬までの累計出荷枚数は81.6万枚（徳間ジャパン調べ）[2]。同時点で五木のシングルとしては歴代4位のヒットとなっている（デュエット曲を除く）[2]。
- 同じ1983年に公開された映画『細雪』との関連性はない。

## 収録曲
9月1日発売分
1. 細雪（4分25秒）
作詞：吉岡治／作曲：市川昭介／編曲：池多孝春
2. のぞみ（3分36秒）
作詞・作曲：船村徹／編曲：丸山雅仁

9月5日発売分
- 両楽曲共に、作詞：吉岡治／作曲：市川昭介

1. 細雪（4分25秒）
編曲：池多孝春
2. 冬の蛍（4分52秒）
編曲：斉藤恒夫

## カバー
- 石原詢子 - CD-BOX『石原詢子 時代のうた』収録
- 余天 - 『能不能留住你』